# Bayadera indica
Bayadera indica är en trollsländeart som först beskrevs av Selys 1853.  Bayadera indica ingår i släktet Bayadera och familjen Euphaeidae. IUCN kategoriserar arten globalt som livskraftig. Inga underarter finns listade i Catalogue of Life.